# Vaa Taualai
Vaa Taualai (ur. 6 kwietnia 1998 na Samoa) – samoański piłkarz grający na pozycji pomocnika w samoańskim klubie Vaivase-Tai FC oraz reprezentacji Samoa. 
W swojej karierze grał także w Lupe o le Soaga SC także z Samoa. W kadrze narodowej zadebiutował 8 lipca 2019 przeciwko Papui-Nowej Gwinei. Pierwszą bramkę zdobył 20 listopada 2023 w meczu z Samoa Amerykańskim.